# 다크 크라임
다크 크라임(Dark Crimes)은 미국에서 제작된 알렉산드로스 아브라나스 감독의 2016년 범죄, 드라마 영화이다. 짐 캐리 등이 주연으로 출연하였다.

## 출연

### 주연
- 짐 캐리